# Важин-Перший
Важин-Перший (пол. Warzyn Pierwszy) — село в Польщі, у гміні Нагловиці Єнджейовського повіту Свентокшиського воєводства.
Населення — 283 особи (2011).
У 1975-1998 роках село належало до Келецького воєводства.

## Демографія
Демографічна структура на день 31 березня 2011 року:
|          | Загалом | Допрацездатний вік | Працездатний вік | Постпрацездатний вік |
| -------- | ------- | ------------------ | ---------------- | -------------------- |
| Чоловіки | 142     | 21                 | 102              | 19                   |
| Жінки    | 141     | 26                 | 76               | 39                   |
| Разом    | 283     | 47                 | 178              | 58                   |